# Ryu Hyo-young
Ryu Hyo-young (Gwangju, 22 de abril de 1993), más conocida como Hyoyoung, es una cantante, actriz y modelo surcoreana. Fue miembro de los grupos Coed School y F-ve Dolls.

## Biografía
Hyoyoung nació el 22 de abril de 1993 en Gwangju, Corea del Sur. 
Tiene un hermana gemela, Ryu Hwa-young, que es una exmiembro del grupo T-ara.

## Carrera
En 2010 fue parte del elenco del drama juvenil Jungle Fish 2. [cita requerida]
En 2011 actuó en la comedia romántica, de MBC The Greatest Love como una popular cantante.
En octubre de 2012 participó del drama juvenil Escuela 2013. Protagonizó el drama de fin de semana 12 Años de Promesa, y el drama diario Secretos de Familia.
El 10 de marzo de 2015 MBK Entertainment confirmó que el grupo F-ve Dolls había decidido disolverse.
En agosto de 2015, a raíz la disolución del grupo, se informó que Hyoyoung había solicitado la terminación de su contrato con MBK Entertainment.

### 2016–Presente: carrera en solitario
En marzo de 2016, se confirmó que su solicitud de rescindir su contrato con el MBK Entertainment había sido aceptada.
Posteriormente firmó un contrato exclusivo con Y Team Company en agosto de 2017.
El mismo año fue elegida para el papel principal del drama diario Golden Pouch.
En 2018, Hyoyoung se unió al elenco del drama histórico Grand Prince.

## Filmografía

### Serie de televisión
| Año       | Título            | Red       | Rol                           |
| --------- | ----------------- | --------- | ----------------------------- |
| 2010      | Jungle Fish 2     | KBS2      | Jung Yoo-mi                   |
| 2011      | The Greatest Love | MBC       | Harumi                        |
| 2012-13   | School 2013       | KBS2      | Lee Kang-joo                  |
| 2014      | 12 Years Promise  | jTBC      | Joo Da-hae (joven)            |
| 2014-15   | Family Secrets    | tvN       | Ko Eun-byeol / Baek Soo-jeong |
| 2016-2017 | Golden Pouch      | MBC       | Geum Seol-hwa                 |
| 2018      | Grand Prince      | TV Chosun | Yoon Na-gyeom                 |

### Vídeos musicales
| Año  | Título                       | Artista    | Notas            |
| ---- | ---------------------------- | ---------- | ---------------- |
| 2012 | "Lovey-Dovey" zombie ver.    | T-ara      | con Coed School  |
| 2012 | "Lovey-Dovey Plus" ver. 1    | VELOCIDAD  | con Ryu Hwayoung |
| 2012 | "Lovey-Dovey Plus" de ver. 2 | VELOCIDAD  |                  |
| 2013 | "Turtle"                     | Davichi    |                  |
| 2016 | "Saying with Love"           | Im Do-hyuk |                  |

## Premios y nominaciones
| Año  | Premio               | Nominación                                     | Trabajo       | Resultado |
| ---- | -------------------- | ---------------------------------------------- | ------------- | --------- |
| 2010 | Miss Chunhyang"      | [NA]: {{{1}}}                                  |               | Ganadora  |
| 2017 | Asia Model Festival  | Estrella en ascenso                            |               | Ganadora  |
| 2021 | 2021 MBC Drama Award | Top Excellence Award, Actress in a Daily Drama | A Good Supper | Nominada  |